# Šimečkova stráň
Šimečkova stráň je přírodní památka v okrese Český Krumlov. Nachází se v Křemžské kotlině, nad levým břehem Křemžského potoka, dva kilometry východně od Brlohu. Je součástí CHKO Blanský les.
Předmětem ochrany jsou unikátní společenstva na stráni s výchozy hadců nad soutokem Křemžského potoka a potoka Olešnice a nivní louka podél potoka Olešnice. Dominantou společenstva na hadcové stráni je válečka prapořitá, kterou provází bělozářka větvitá, dále suchomilnější a mezofilní druhy jako hvozdík kartouzek, bedrník obecný, devaterník velkokvětý tmavý, chmerek vytrvalý, chrpa čekánek, silenka nadmutá, rožec rolní či mateřídouška vejčitá. Ve stráni nad potokem roste několik trsů kosatce sibiřského a bezkolence. Pro nivu potoka jsou typické vlhkomilné luční a mokřadní druhy – např. ostřice trsnatá, ostřice obecná, kohoutek luční, pryskyřník prudký, pomněnka hajní, blatouch bahenní či skřípina lesní. Ojediněle se zde vyskytuje chráněný zábělník bahenní. Z fauny byl na Šimečkově stráni v roce 1994 poprvé v jižních Čechách pozorován křižák pruhovaný.